# Cis sinicus
Cis sinicus es una especie de coleóptero de la familia Ciidae.

## Distribución geográfica
Habita en China.